# Burgstall Sandeskron
Die Burg Sandeskron ist eine abgegangene Spornburg unmittelbar westlich des Gemeindeteils Nagelhof von Spalt im mittelfränkischen Landkreis Roth in Bayern.
Sie ist unter dem Aktenzeichen D-5-6831-0020 als Bodendenkmal in die bayerische Denkmalliste eingetragen.

## Geschichte
Die Ursprünge der Burg Sandeskron liegen im Dunkeln. Überlegungen, dass sie von Grafen von Abenberg im 12. Jahrhundert gegründet wurde, sind rein spekulativ und bedürfen noch einer Bestätigung.
1284 erwarb der Bischof von Eichstätt durch Tausch mit dem Bistum Regensburg den Ort Spalt samt Zubehör. Der Burggraf von Nürnberg verkaufte 1295 als Lehnsinhaber diesen Besitz an das Bistum Eichstätt und fügte noch die Burg Sandeskron hinzu. Sie erscheint damit zum ersten Mal in der historischen Überlieferung, ihre Erbauer waren somit sehr wahrscheinlich die Burggrafen.
Dieses Geschäft fügt sich in die Bemühungen Bischofs Reinbotos von Eichstätt, seine Besitztümer im nördlichsten Teil des Sualafeldes auszubauen und zu arrondieren. Um 1300 wird die Burg im Salbuch des Eichstätter Bistums noch einmal genannt. Zu Beginn des 14. Jahrhunderts waren der Hof Sandeskron und die dazugehörigen Mühlen der Burg Wernfels zugeordnet. Sandeskron spielte somit keine Rolle als Verwaltungsmittelpunkt mehr, verlor seine Bedeutung an die Burg Wernfels und wurde im Laufe des 14. Jahrhunderts aufgegeben. Dennoch kann aufgrund der Lesefunde von einer in ihrem Charakter unbekannten Nachnutzung der Burg bis ins 16. Jahrhundert ausgegangen werden. In der Folgezeit geriet die Lage der Burg in Vergessenheit. Erst 1836 wurde die Burgstelle wiederentdeckt.

## Beschreibung
Die Burg liegt auf einer erhöhten, nach Nordosten gerichteten Spornspitze. Das rund 62 × 50 Meter große Burgareal ist von einer Ringmauer und einem bis zu 15 Meter breiten und drei Meter tiefen Graben umgeben. Der ehemalige Zugang erfolgte über eine Erdbrücke im Südwesten. Im Nordosten schließt jenseits des Grabens über dem Steilabfall ein halbkreisförmiger Annex von acht Meter Durchmesser an, möglicherweise eine Bastion. Im Osten und Norden ist dem Graben ein Außenwall vorgelagert, der sich etwa zwei meter über die Grabensohle erhebt. Von der Innenbebauung zeugt im Südwesten eine Kellergrube. Hier liegt auch hinter dem Zugang ein zwei Meter hoher Schutthügel von rund 6 × 6 Meter Ausdehnung, unter dem sich der Bergfried verbergen könnte.